# Villanova Canavese
Villanova Canavese là một đô thị ở tỉnh Torino trong vùng Piedmont, có vị trí cách khoảng 25 km về phía tây bắc của Torino, nước Ý. Tại thời điểm ngày 31 tháng 12 năm 2004, đô thị này có dân số 1.028 người và diện tích là 3,9 km².
Villanova Canavese giáp các đô thị: Mathi, Nole, Grosso, Cafasse, và Fiano.